# 覺民中學
天津私立覺民中學，是天津的第一個私立中學，系1911年辛亥革命後，為收錄反清革命子弟設立的昭忠祠小學所擴充的。
在民國2年（1913年）期間，當時一些留日學生邀請齊樹楷為校董，在天津創辦起天津第一個私立中學—覺民中學，校址位在今天津中山公園內。
民國15年（1926年），國民軍副司令孫岳任直隸督辦兼省長時，將此河北公園內的『昭忠祠小學』改建為軍屬子弟學校，即後來的覺民小學。中國抗日戰爭前，因河北省教育廳遷移保定時，將此房地撥給該校，即擴充為覺民中小學部。當時收錄學生甚多。
七七事變後，日本強佔了該校舍，以致停辦解散。日本投降後，此校舍又被國民黨第五補給區司令部佔用，適有失業政客劉趾仁等與軍方多有聯繫交涉，乃以個人力量奔走活動，於1948年7月間發還該校。遂即匆匆復校興學，校長為劉趾仁。
1949年1月天津解放，學校由人民政府接管，並於同年，命名為天津市第四中學。後來於1951年2月，天津四中被合併入天津二中。